# Apororhynchida
Apororhynchida je red v razredu Archiacanthocephala.

## Družine
| Družina         | Število manjših skupin (vrste, podvrste) |
| --------------- | ---------------------------------------- |
| Apororhynchidae | 8                                        |